# Лукас Васкес
Лукас Васкес Іглесіас (ісп. Lucas Vázquez, нар. 1 липня 1991, Куртіс, Іспанія) — іспанський футболіст, правий вінгер клубу «Реал Мадрид» та збірної Іспанії.

## Ігрова кар'єра
Вихованець юнацьких команд футбольних клубів Curtis, Ural та «Реал Мадрид».
У дорослому футболі дебютував 2010 року виступами за команду «Реал Мадрид C», в якій провів один сезон, взявши участь у 14 матчах чемпіонату. 
З 2011 по 2014 роки виступав за «Реал Мадрид Кастілья». Відіграв за дублерів королівського клуба наступні три сезони своєї ігрової кар'єри. Більшість часу, проведеного у складі фарм-клуба, був основним гравцем команди.
У сезоні 2014—2015 на правах оренди грав за «Еспаньйол».
До заявки головної команди «Реал Мадрид» потрапив 2015 року. У перший же сезон разом з «Реалом» здобув перемогу у Лізі Чемпіонів, провівши по ходу цього турніру 7 матчів. У наступному розіграші найпрестижнішого клубного турніру старого світу вже 10 разів виходив на поле, а «Реал» знову став його переможцем. До цього восени 2016 року поновив контракт з клубом до 2021 року. 

## Виступи за збірну
7 червня 2016 року дебютував в офіційних матчах у складі національної збірної Іспанії, вийшовши на поле у стартовому складі в контрольній грі в рамках підготовки до чемпіонату Європи 2016 року проти збірної Грузії. Наступною ж грою у формі національної команди був уже матч безпосередньо фінальної частини Євро-2016 — Васкес вийшов на 70-й хвилині гри 1/8 фіналу проти збірної Італії із завданням пожвавити гру іспанців у нападі, оскільки на той момент вони вже мали відіграватися, однак це їм не вдалося і вони завершили турнір вже на цій стадії. 
За два роки був включений до складу збірної для участі в чемпіонаті світу 2018 року в Росії.
| Дата      | Місто       | Господарі | Результат | Гості   | Турнір               | Голи | Примітки |
| --------- | ----------- | --------- | --------- | ------- | -------------------- | ---- | -------- |
| 7-6-2016  | Хетафе      | Іспанія   | 0 – 1     | Грузія  | товариський матч     | -    | 61'      |
| 27-6-2016 | Сен-Дені    | Італія    | 2 – 0     | Іспанія | ЧЄ 2016 - 1/8 фіналу | -    | 70'      |
| 1-9-2016  | Брюссель    | Бельгія   | 0 – 2     | Іспанія | товариський матч     | -    | 75'      |
| 23-3-2018 | Дюссельдорф | Німеччина | 1 – 1     | Іспанія | товариський матч     | -    | 59'      |
| Усього    |             | Матчів    | 4         |         | Голів                | 0    |          |

## Досягнення
«Реал Мадрид»
Чемпіон Іспанії (4): 2016–17, 2019–20, 2021–22, 2023–24
Володар кубка Іспанії (1): 2022–23
Володар Суперкубка Іспанії (4): 2017, 2019, 2021, 2023
Переможець Ліги Чемпіонів УЄФА (5): 2015–16, 2016–17, 2017–18, 2021–22, 2023–24
Володар Суперкубка УЄФА (3): 2016, 2017, 2022
Переможець Клубного чемпіонату світу (4): 2016, 2017, 2018, 2022
Міжконтинентальний кубок ФІФА (1): 2024